# Chinlon

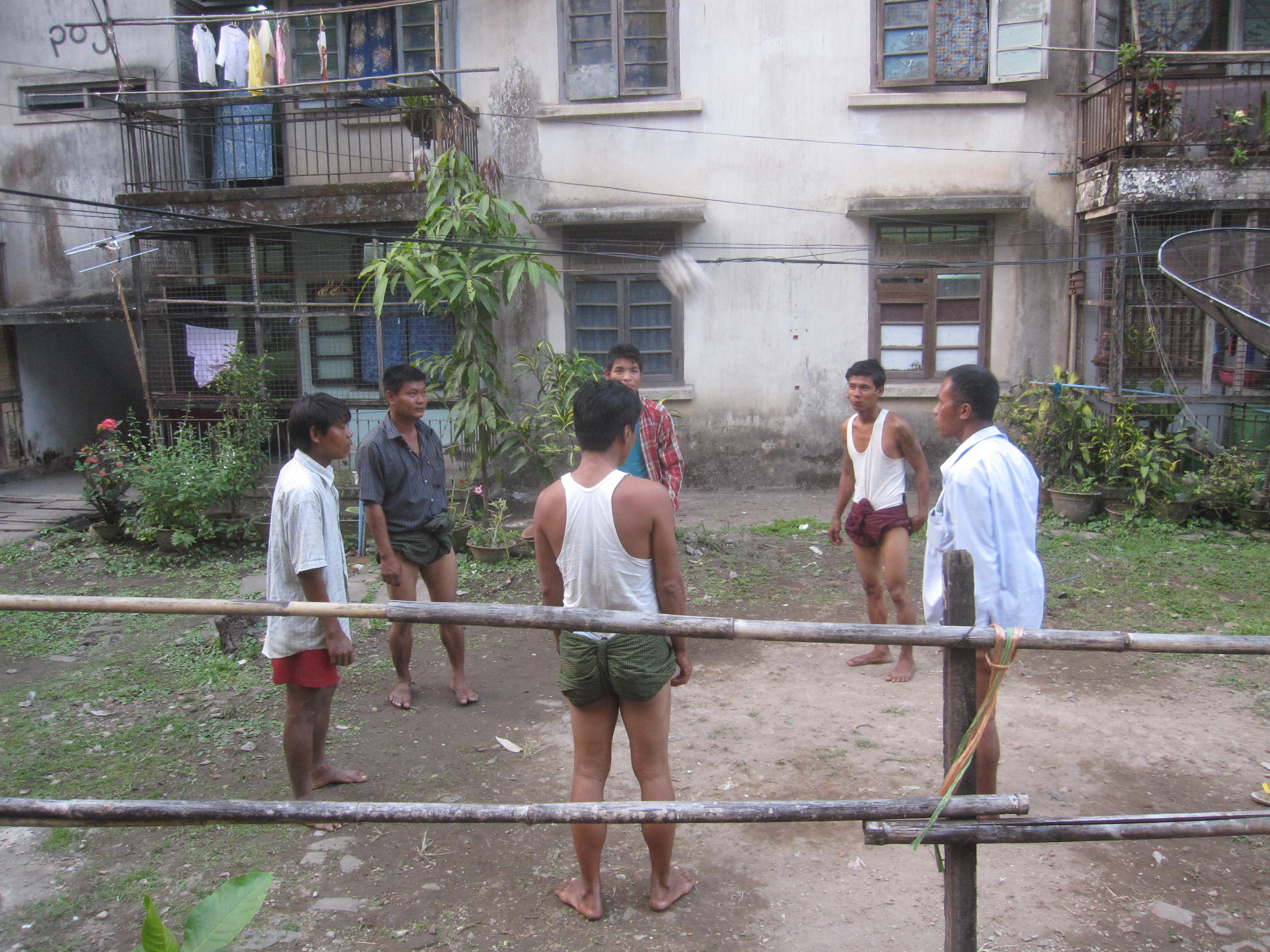
Partie de Chinlon à Rangoon.

Le chinlon (birman : ခြင်းလုံး ; API : /tʃʰínlóʊn/), appelé « cane ball » en jargon anglo-birman, est un sport traditionnel birman qui se joue au pied à l’aide d’une balle de rotin tressé de 12 cm de diamètre. Il ressemble au takraw de Thaïlande et Malaisie. Chinlon signifie littéralement "panier arrondi" en birman.

## Jeu populaire
Un nombre illimité de joueurs peut s’intégrer au cercle (plus ou moins grand selon leur nombre) et tenter de garder la balle en l’air en jonglant avec le pied.

## Sport de compétition
Six joueurs forment un cercle de sept mètres de circonférence. Chaque joueur doit maintenir la balle en l’air en utilisant une série de trente positions qui mobilisent six surfaces du pied et de la jambe. La partie dure 5 minutes.
Un bon coup de pied marque « un point » et des pénalités sanctionnent le tomber de balle et l’utilisation des surfaces interdites du pied.
Le chinlon fait partie des épreuves des Jeux d'Asie du Sud-Est depuis l'édition 2013, organisée par la Birmanie. Le sport est désormais intégré comme une sous-catégorie du sepak takraw.
Le premier Championnat asiatique de chinlon se tient en novembre 2014, à Naypyidaw. Une deuxième édition est organisée en février 2016.

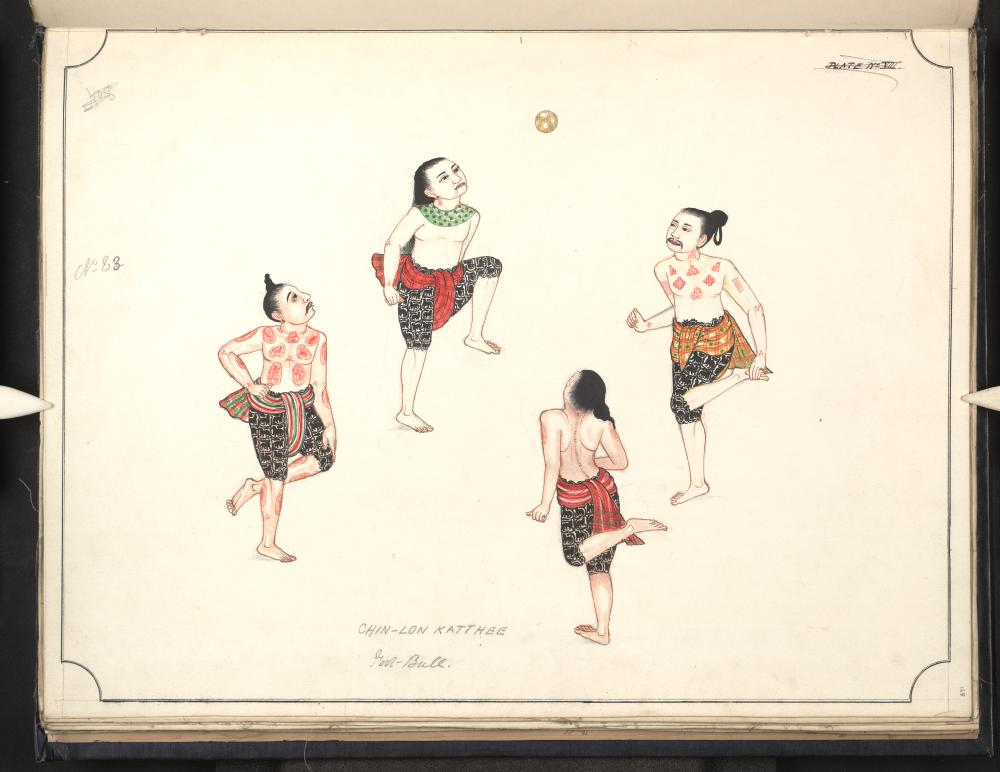
Partie de Chinlon (XIXe siècle)

## Variante
Se joue avec un filet et utilise les règles du volley-ball. Seuls les pieds et la tête sont autorisés.